# Salsola cyrenaica
Salsola cyrenaica är en amarantväxtart som först beskrevs av René Charles Maire och Marc Weiller, och fick sitt nu gällande namn av Salvatore Brullo. Salsola cyrenaica ingår i släktet sodaörter, och familjen amarantväxter. Inga underarter finns listade i Catalogue of Life.